# Экзотерика
Экзоте́рика, экзотери́зм, экзотери́ческое уче́ние (от др.-греч. εξωτερικός «внешний») — религиозное или философское учение, не представляющее собой тайны, предназначенное для непосвящённых. Противоположно эзотерике (эзотеризму) — тайному учению. Экзотерическое учение не имеет глубокого смысла и понятно всем (общедоступно).
Противопоставление экзотерического (эксотерического) и эзотерического (эсотерического) возникло в древнегреческой философии. В частности, древние исследователи[кто?] делили сочинения Аристотеля (Аристотелев корпус) на эзотерические и экзотерические (к последним относились его диалоги).
В новоевропейской философии также использовалось это деление. Британский философ Джон Толанд выдвинул тезис о необходимости двух философий: экзотерической (открытой, публичной) и эзотерической (тайной, для посвящённых). Под эзотерической философией Толанд подразумевал религию, а под экзотерической — материализм. Термином экзотерический пользовался и Г.В.Ф. Гегель.
Особенно активно термины экзотерика, экзотеризм, экзотерический используются в эзотерических и оккультных учениях. В частности, их использовали А. Безант, Э. Бейли, Дион Форчун, Е.П. Блаватская.